# Bob Sanders
Bob Sanders (Jacksonville, 5 dicembre 1953) è un allenatore di football americano statunitense degli Oakland Raiders della National Football League (NFL).

## Carriera come allenatore
Sanders iniziò la sua carriera come allenatore nella NFL nel 2001 con i Miami Dolphins come allenatore dei linebacker fino al 2004.
Nel 2005 firmò con i Green Bay Packers come allenatore dei defensive back, poi dal 2006 fino al 2008 fu il coordinatore della difesa.
Nel 2009 firmò con i Buffalo Bills come allenatore dei defensive lineman, poi per i due anni successivi allenò gli outside linebacker e nell'ultimo anno i linebacker.
Il 25 gennaio 2013 firmò un contratto di due anni con gli Oakland Raiders come allenatore dei linebacker.

## Vita familiare
Sanders è sposato con Kathie e hanno 3 figli: Lindsay, Sarah e Robby.

## Vittorie e premi
- Nessuno